# Cangas (Pontevedra)
Cangas vagy Cangas do Morrazo egy község Spanyolországban, Pontevedra tartományban. Cangas Moaña és Bueu községekkel határos. Lakosainak száma 26 714 fő (2024).

## Népesség
A település népessége az elmúlt években az alábbi módon változott:
| Lakosok száma | 23 756 | 24 643 | 25 402 | 25 748 | 26 087 | 26 567 | 26 490 | 26 542 | 26 832 | 26 714 |
|               | 2001   | 2004   | 2007   | 2009   | 2012   | 2014   | 2017   | 2019   | 2022   | 2024   |